# Гостинна вулиця (Київ)
Гости́нна ву́лиця — вулиця в Дарницькому районі міста Києва, місцевість Нова Дарниця. Пролягає від вулиці Юрія Литвинського до вулиці Юрія Шевельова. 

## Історія
Виникла в середині XX століття під назвою 189-та Нова. Сучасна назва — з 1953 року. До середини 1980-х років простягалася до Брацлавської вулиці. Скорочена в процесі знесення села Шевченка і забудови Харківського житлового масиву, через який вона і проходить.